# チョ・グハム
チョ・グハム（朝: 조구함、英: Cho Gu-Ham、 1992年7月30日 - ）は、大韓民国・春川市出身の柔道家。階級は100kg級。身長175cm。現在は水原市庁に所属。

## 人物
龍仁大学校出身。
2010年の世界ジュニア100kg超級では準決勝で日本の王子谷剛志に敗れて3位だった。2011年の世界ジュニアでは決勝で再び王子谷に敗れて2位だった。グランドスラム・東京では決勝でロシアのアレクサンドル・ミハイリンに敗れるが2位となった。その後も国際大会で一定の成績を残すが、この階級には国内に世界選手権3位の金成民がいたため、2012年ロンドンオリンピックには出場できなかった。龍仁大学校に在学していた2013年にはユニバーシアードで優勝を飾った。2014年には階級を100kg級に下げると、アジア大会で3位となった。地元のグランプリ・チェジュで優勝すると、グランドスラム・東京でも優勝を飾った。2015年には地元の光州で開催されたユニバーシアードで2連覇を飾った。世界選手権では3回戦で日本の羽賀龍之介に技ありで敗れたが、世界団体では準優勝メンバーの一員として名を連ねることとなり、グランプリ・チェジュでは2連覇を飾った。2016年のリオデジャネイロオリンピックでは3回戦でウクライナのアルテム・ブロシェンコに隅返で敗れた。2017年のグランドスラム・東京では準決勝で飯田健太郎を指導2で破るなどして、2度目の優勝を飾った。2018年のアジア大会では決勝で飯田と対戦すると、GS含めて10分以上の戦いの末に反則負けを喫して2位にとどまった。世界選手権では決勝でジョージアのヴァルラーム・リパルテリアニと対戦して、9分近い戦いの末に技ありで破り優勝を飾った。2019年の世界選手権では、準々決勝で元世界チャンピオンのウルフ・アロンを技ありで破るが、準決勝でロシアのニヤス・イリアソフに反則負けすると、3位決定戦でもオランダのミハエル・コレルに技ありで敗れて5位に終わった。2021年7月に日本武道館で開催された東京オリンピックでは、準決勝で世界選手権を2連覇したポルトガルのジョルジ・フォンセカを技ありで破るも、決勝ではウルフに大内刈で敗れて銀メダルとなった。2022年12月には現役引退を表明した。

## 主な戦績
100kg超級での成績
- 2009年 - 韓国ジュニア国際 2位
- 2009年 - アジアジュニア 優勝
- 2010年 - 世界ジュニア 3位
- 2011年 - 韓国ジュニア国際 優勝
- 2011年 - 世界ジュニア 2位
- 2011年 - ワールドカップ・チェジュ 優勝
- 2011年 - グランドスラム・東京 2位
- 2011年 - グランプリ・青島 3位
- 2012年 - グランプリ・デュッセルドルフ 3位
- 2012年 - ワールドカップ・プラハ 3位
- 2012年 - 東アジア選手権 優勝
- 2012年 - ワールドカップ・ウランバートル 優勝
- 2012年 - グランドスラム・東京 5位
- 2012年 - ワールドカップ・チェジュ 2位
- 2013年 - グランドスラム・パリ 3位
- 2013年 - ヨーロッパオープン・ブダペスト 3位
- 2013年 - アジア選手権 3位
- 2013年 - ユニバーシアード 優勝

100kg級での成績
- 2014年 - グランプリ・ウランバートル 5位
- 2014年 - アジア大会 3位
- 2014年 - グランプリ・チェジュ 優勝
- 2014年 - グランドスラム・東京 優勝
- 2015年 - グランプリ・デュッセルドルフ 5位
- 2015年 - ユニバーシアード 優勝
- 2015年 - 世界団体 2位
- 2015年 - グランプリ・チェジュ 優勝
- 2015年 - グランドスラム・東京 2位
- 2017年 - グランドスラム・東京 優勝
- 2018年 - グランドスラム・パリ 2位
- 2018年 - グランプリ・フフホト 優勝
- 2018年 - アジア大会　2位
- 2018年 -　世界選手権　優勝
- 2019年 - グランドスラム・パリ　3位
- 2019年 - グランドスラム・デュッセルドルフ 2位
- 2019年 - グランプリ・フフホト　優勝
- 2019年 - グランプリ・ブダペスト　3位
- 2019年 - 世界選手権　5位
- 2019年 -　グランドスラム・アブダビ　優勝
- 2021年 -　グランドスラム・カザン　3位
- 2021年 -　東京オリンピック　2位

（出典、JudoInside.com）